# پیرات‌بیرون

نشان گروه Piratbyrån

پیرات‌بیرون (به سوئدی: Piratbyrån) سازمانی سوئدی بود که به جهت حمایت از مردم مخالف با دیدگاه‌های فعلی در رابطه با مالکیت فکری (با به اشتراک گذاری مجانی اطلاعات و فرهنگ) تشکیل شده بود. پیرات‌بیرون امید داشت که دیدگاه دیگری دربارهٔ گسترش اطلاعات مخالف با لابی ایجاد کند.

## کپی‌می

نشان کپی‌می

پیرت‌بیرن کارهایش را تحت مجوز جایگزینی که kopimi خوانده می‌شد ارائه و منتشر می‌کرد. آن به گونه‌ای طراحی شده بود که مخالف کپی‌رایت باشد و تشویق کند که یک کار کپی شود–به هر منظوری، تجاری یا غیر تجاری. kopimi مشابه مجوز CC0 است که توسط کرییتیو کامنز درست شده‌است، هر چند الزامی جهت کپی شدن اثر توسط دیگران به وجود می‌آورد.